# Gaswinningsproblematiek in Groningen

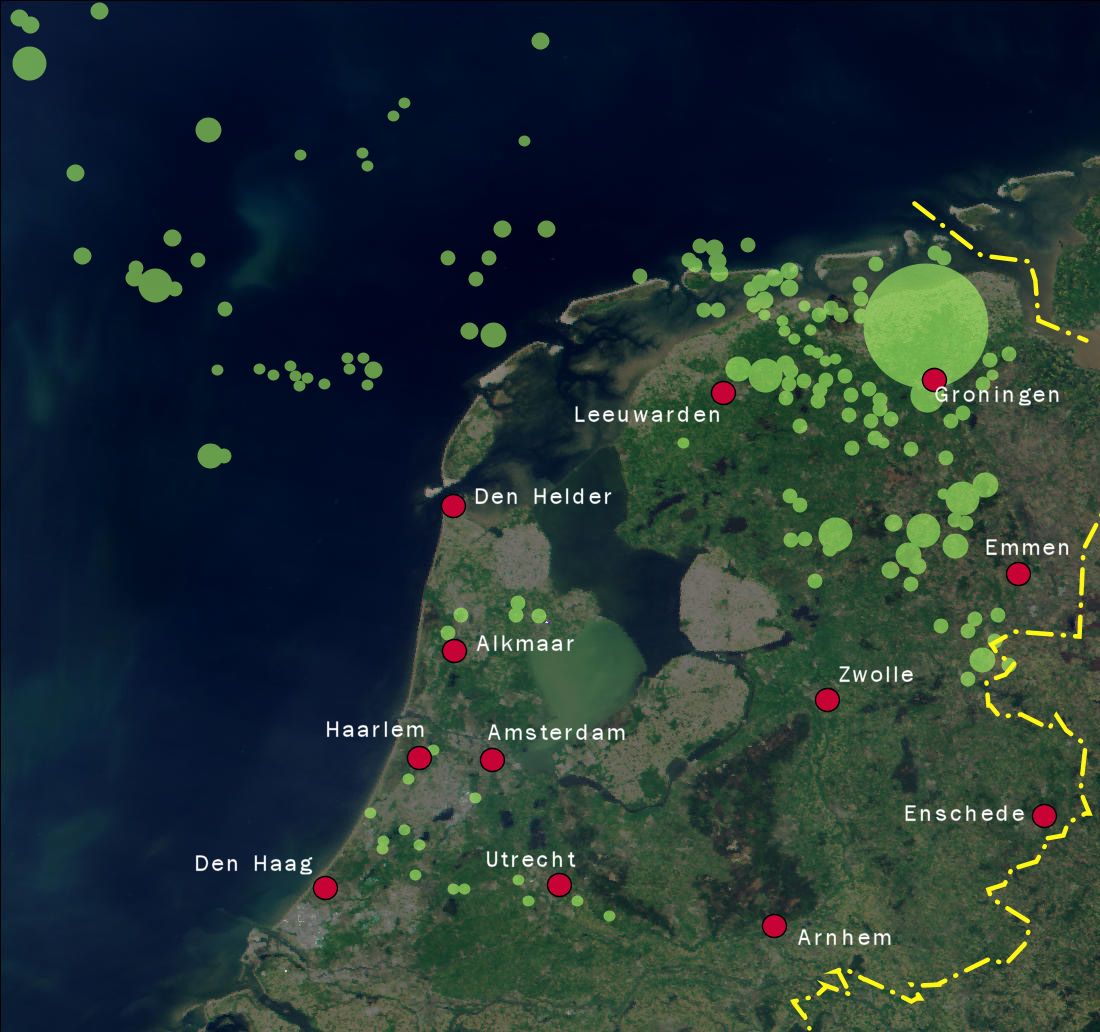
Aardgasvelden in Nederland. Een deel van de velden op zee is niet afgebeeld. De grote cirkel is het aardgasveld van Slochteren.

De gaswinningsproblematiek in Groningen omvat alle schadelijke gevolgen van bodemdaling en aardbevingen veroorzaakt door de aardgaswinning in het Groningenveld, die sinds 1959 plaatsvindt.

## Locaties waar bevingen optreden

### In het horizontale vlak
Het gebied waar men te kampen heeft met de gaswinningsproblematiek omvat niet alleen Groningen, maar ook de randen van de provincies Friesland en Drenthe. In het Balloërveld, in de kop van Drenthe, komen eveneens aardbevingen voor, zij het in veel mindere mate. In het noordoosten van de provincie Groningen, in het gebied tussen de stad Groningen en de Eemshaven, doen zich de zwaarste aardbevingen voor.

## Oorzaak
Als gevolg van de winning van het gas treedt in de regio bodemdaling op, die soms gepaard gaat met aardbevingen.

### Bodemdaling
De bodemdaling wordt veroorzaakt door de daling van de druk in het zandsteen, waarin het gas is opgeslagen. Deze druk is in het Slochterenveld gezakt van oorspronkelijk 350 bar in 1960 tot 70 bar in 2018. De door TNO en NAM voorspelde bodemdaling in 2050 als gevolg van de gaswinning, is maximaal 40 à 50 cm bij Loppersum, in 2023 bedroeg de bodemdaling bij Loppersum 37 cm.

### Aardbevingen
Tot 1986 werden er in Noord-Nederland geen aardbevingen waargenomen. De eerste aardbeving vond plaats bij Assen, op 26 december 1986. Dit zou veroorzaakt zijn door aardgasveld Eleveld. Sindsdien zijn er door het KNMI in dit gebied een paar honderd aardbevingen geregistreerd, met een maximale magnitude van 3,5. 2013 was het zwaarste jaar, met 133 aardbevingen van 1,5 of hoger, waarvan 119 in de provincie Groningen. De aardbevingen in Noord-Nederland worden veroorzaakt door de gaswinning. Een typisch kenmerk van deze door gaswinning geïnduceerde aardbevingen is de ondiepe ligging van het hypocentrum op ongeveer 3 kilometer beneden het maaiveld.

#### Ontwikkeling tot 2018
De aardbevingen zijn over de jaren langzaamaan in sterkte toegenomen. De eerste 20 jaar van de gaswinning (vanaf 1970) uit het Slochterenveld zijn daar vrijwel geen bevingen geregistreerd. Hierbij moet wel bedacht worden dat de gasproductie vanaf 1963 zeer laag was en pas rond 1975 op volle sterkte van tegen de 100 miljard m³ per jaar kwam. Vanaf 1991 vinden er kleine bevingen plaats boven het Slochterenveld met magnitudes rond de 2,0 (Richter), als de beving in Assen (dat meer dan 20 km van het Slochterengasveld ligt, maar dicht bij aardgasveld Eleveld) in 1986 buiten beschouwing wordt gelaten. Zo is er bij Middelstum op 5 december 1991 een beving geregistreerd met kracht 2,4. Er zijn 3 grote bevingen geweest met kracht 3,4 of meer, met tussenpozen van telkens ongeveer 6 jaar.
De "Klap bij Huizinge" in de Groningse gemeente Loppersum had een magnitude van 3,6, de sterkste ooit gemeten in Noord-Nederland. In het Groningenveld kwam daarna een toename van het aantal bevingen. Dit lijkt een samenhang te hebben met de toegenomen gasproductie. Op basis van de statistiek is het niet mogelijk gebleken om de maximaal mogelijke magnitude voor aardbevingen in het Groningenveld te schatten. Hier moet nog verder onderzoek naar worden gedaan met behulp van geologische data en geomechanische modellen.
Het aantal door het KNMI geregistreerde bevingen met kracht 1,5 of hoger bedroeg in 2016: 13 en in 2017: 18. Het aantal bevingen met kracht 3 of meer is de laatste 6 jaar is afgenomen, maar het aantal kleine bevingen en daarmee ook het totaal aantal bevingen is toegenomen: gemiddeld 20 bevingen per jaar met kracht 1,5 of meer van 2012 tot en met 2017, en gemiddeld 15 bevingen per jaar met kracht 1,5 of hoger in de periode 2006 tot en met 2011.

## Chronologisch overzicht van zwaarste bevingen in Groningen
Het volgende overzicht betreft de aardbevingen van 3 of meer op de schaal van Richter. Volgens deze schaal zijn het bescheiden bevingen. Echter, de combinatie van het feit dat ze in Groningen zo dicht onder de oppervlakte liggen en de samenstelling van de Groningse bodem maakt dat de effecten in Groningen heftiger zijn.

### Hoeksmeer / Garrelsweer 2003
Op 24 oktober 2003, 40 jaar na het begin van de aardgaswinning, vond er voor het eerst een beving plaats met kracht 3,0 bij Hoeksmeer, wat later herzien werd tot Garrelsweer. Daarna vonden bevingen met kracht 3 of meer plaats met tussenpozen van 1 à 3 jaar.

### Stedum 2003
Op 10 november 2003 was er een beving met een kracht van 3,0 bij Stedum.

### Westeremden 2006
Op 8 augustus 2006 was er een beving met een kracht van 3,5. Het epicentrum lag in de driehoek Middelstum, Westeremden en Loppersum. 414 mensen meldden schade. De aardbeving mat 3,5 op de schaal van Richter. Daarmee was dit de op een na krachtigste aardbeving die tot nu toe ooit gemeten is in de provincie Groningen; alleen de aardbeving bij Huizinge op 16 augustus 2012 met een magnitude van 3,6 was krachtiger.

### Westeremden / Loppersum 2008
Op 30 oktober 2008 was er een beving met een kracht van 3,2 bij Westeremden, wat later door het KNMI bijgesteld werd naar Loppersum.

### Zeerijp 2009
Op 8 mei 2009 was er een beving met een kracht van 3,0 bij Zeerijp.

### Garrelsweer 2011
Op 27 juni 2011 was er een beving bij Garrelsweer, 3 kilometer ten zuidwesten van Appingedam. Aanvankelijk meldde het KNMI dat de beving een kracht had van 2,7. Na een nieuwe berekening werd dat echter naar boven bijgesteld tot 3,2 op de schaal van Richter.

### Huizinge 2012
De zwaarste aardbeving als gevolg van de gaswinning in Groningen vond op 16 augustus 2012 plaats bij Huizinge en had momentmagnitude van 3,6. Daarmee is dit de krachtigste aardbeving die ooit gemeten is in de provincie Groningen. Er kwamen na de aardbeving veel schademeldingen binnen uit een vrij groot gebied rondom het epicentrum.
De aardbeving wordt geweten aan de aardgaswinning door de NAM. De aardbeving vormde de opmaat voor een grote discussie over aardgaswinning in Nederland, waarbij onder andere een schaderegeling in het leven werd geroepen voor eigenaren van woningen die door bodemdaling als gevolg van aardgaswinning beschadigd geraakt waren.

### Zandeweer 2013
Op 7 februari 2013 waren er twee bevingen in een uur tijd met respectievelijk een kracht van 2,7 en 3,2 bij Zandeweer.

### Leermens / Het Zandt 2013
Op 13 februari 2013 vond er een beving plaats bij Leermens, wat later herzien wordt tot Het Zandt. De beving had een sterkte van 3,0.

### Garrelsweer 2013
Op 13 juli 2013 was er een beving met een kracht van 3,0 bij Garrelsweer.

### Hellum 2015
Op 30 september 2015 was er een beving met een kracht van 3,1 bij Hellum.

### Zeerijp 2018
Op 8 januari 2018 was er een beving met kracht 3,4 op de schaal van Richter bij Zeerijp.
Gelet op de magnitude was de beving iets lichter dan die bij Huizinge op 16 augustus 2012. Het Staatstoezicht op de Mijnen meldde echter dat de beving een grotere grondversnelling had dan die van Huizinge en dat deze daarom ook als zwaarder kon zijn ervaren in het getroffen gebied.
Er raakten geen personen gewond. Bij het Centrum Veilig Wonen, het aanspreekpunt bij aardbevingsschade, werden na één dag ruim zeshonderd schademeldingen geregistreerd. Het aantal schademeldingen liep op tot bijna drieduizend. Een van de getroffen gebouwen was de Jacobuskerk in Zeerijp. Zelfs in het vijfentwintig kilometer van Zeerijp gelegen Universitair Medisch Centrum Groningen werd schade geconstateerd.

### Westerwijtwerd 2019
In de vroege morgen van 22 mei 2019 was er ondanks genomen maatregelen toch weer een voor Nederlandse begrippen zware aardbeving met een kracht van 3,4 op de schaal van Richter, aldus het KNMI. Volgens de meteorologische dienst lag het epicentrum van de beving in het Noord-Groningse dorp Westerwijtwerd (gemeente Loppersum). Dat ligt hemelsbreed ongeveer achttien kilometer ten noordoosten van de provinciehoofdstad Groningen. Groningers werden geschrokken wakker en er bleek weer nieuwe schade te zijn aangericht aan woningen en gebouwen. Boeren demonstreerden en zetten hun tractoren in een cirkel om het epicentrum te symboliseren. Premier Rutte sprak van "een nachtmerrie" en commissaris van de Koning René Paas sprak van "een ramp die maar doorgaat". Op 22 mei alleen al waren er 593 schademeldingen tegen anders gemiddeld 30 per dag; 19 daarvan betroffen acuut onveilige situaties, die directe actie vergden; 28 mei waren het er meer dan 2000.

### Garrelsweer 2021
Op 16 november 2021 was er een beving met een kracht van 3,2 bij Garrelsweer. Het was de krachtigste sinds mei 2019.

### Wirdum 2022
In de vroege ochtend van 8 oktober 2022 werd bij het dorp Wirdum een beving van 3,1 gemeten. Het was de zwaarste beving in de provincie Groningen in elf maanden.

## Kans op zwaardere bevingen: instortingsgevaar en doden
In januari 2013 gaf het KNMI aan dat als er een vergelijking zou worden gemaakt met gas- en olievelden elders in de wereld, dat de maximale sterkte van deze bevingen dan zou kunnen variëren tussen 4,2 en 4,8 ('gemiddeld'). In april 2013 gaf NAM-directeur Bart van de Leemput echter aan dat niet uitgesloten is dat er ook bevingen met een magnitude van meer dan 5 ('vrij krachtig') zouden kunnen plaatsvinden in het gebied, wat instortingsgevaar met zich mee zou kunnen brengen in sommige gevallen.

### Veiligheidsregio Groningen
De hulpdiensten, gemeenten, provincie, waterschappen, defensie en het openbaar ministerie hebben in 2014 gezamenlijk het Incident Bestrijdingsplan Aardbevingen' opgesteld om voorbereid te zijn op (zwaardere) aardbevingen.

### Doemscenario 2016
Het RIVM schetst in het Nationaal Veiligheidsprofiel 2016 het worstcasescenario van een ernstige beving als gevolg van de gaswinning. De kans dat dit tussen 2016 en 2021 zou gebeuren, werd, achteraf gezien terecht, als zeer onwaarschijnlijk geacht, en als vergelijkbaar met de kans op een chemisch ongeval of overstroming.
Mocht zo'n beving zich voordoen, dan is het aanzienlijk gevolg dat het aardbevingsgebied (<100 km²) meerdere weken niet toegankelijk is. Men schat dat er tientallen tot meer dan 100 doden (105) kunnen vallen en enkele honderden ernstig gewonden en chronisch zieken, ook door psychische klachten. Het gebrek primaire levensbehoeften zal tijdelijk zijn, daar wordt snel in voorzien. De kosten van het herstel van 1100 woningen en infrastructuur (spoor, weg), plus de gezondheidskosten werden ruwweg geschat op een totaal meer dan een miljard euro. Het veiligheidsbelang op sociaal-politiek vlak zou mogelijk aanzienlijk tot ernstig aangetast worden. Denk aan:
- verstoring van het dagelijks leven van enkele duizenden mensen (<10.000) die meerdere weken/maand de gevolgen voor het dagelijks leven ondervinden;
- de aantasting democratische rechtsstaat doordat de getroffen bevolking in grote mate de nationale overheidsinstanties wantrouwt en zich op alle vlak genegeerd voelen. Bestuurlijke processen worden daardoor bemoeilijkt.
- Sociaal-maatschappelijke impact doordat er een ernstige mate van angst, woede en apathie binnen de getroffen bevolking is.

## Directe gevolgen van de bevingen en bodemdaling
Er is ten gevolge van de gaswinning schade ontstaan aan (funderingen van) gebouwen, en de hogere waterstand noopt bijvoorbeeld tot de aanleg van nieuwe sluizen, dijken of gemalen. De NAM, die het aardgas wint, compenseert dergelijke schade via de Commissie Bodemdaling. Men is het niet altijd eens over de te treffen maatregelen.
Schade aan woonhuizen door aardbevingen of bodemdaling dient sinds 2015 opgegeven te worden bij het Centrum Veilig Wonen in Appingedam. De woningschade wordt opgenomen in opdracht van de Nationaal Coördinator Groningen Hans Alders, die sinds 2015 werkzaam is in Groningen. Aanvankelijk werd ook de woningschade in opdracht van de NAM opgenomen. Begin 2018 was er een grote achterstand in het opnemen van de schades. Minister Eric Wiebes van Economische Zaken en Klimaat zegde op 10 januari 2018 bij een bezoek aan het gebied toe, dat er snel een goed schadeprotocol zal komen.

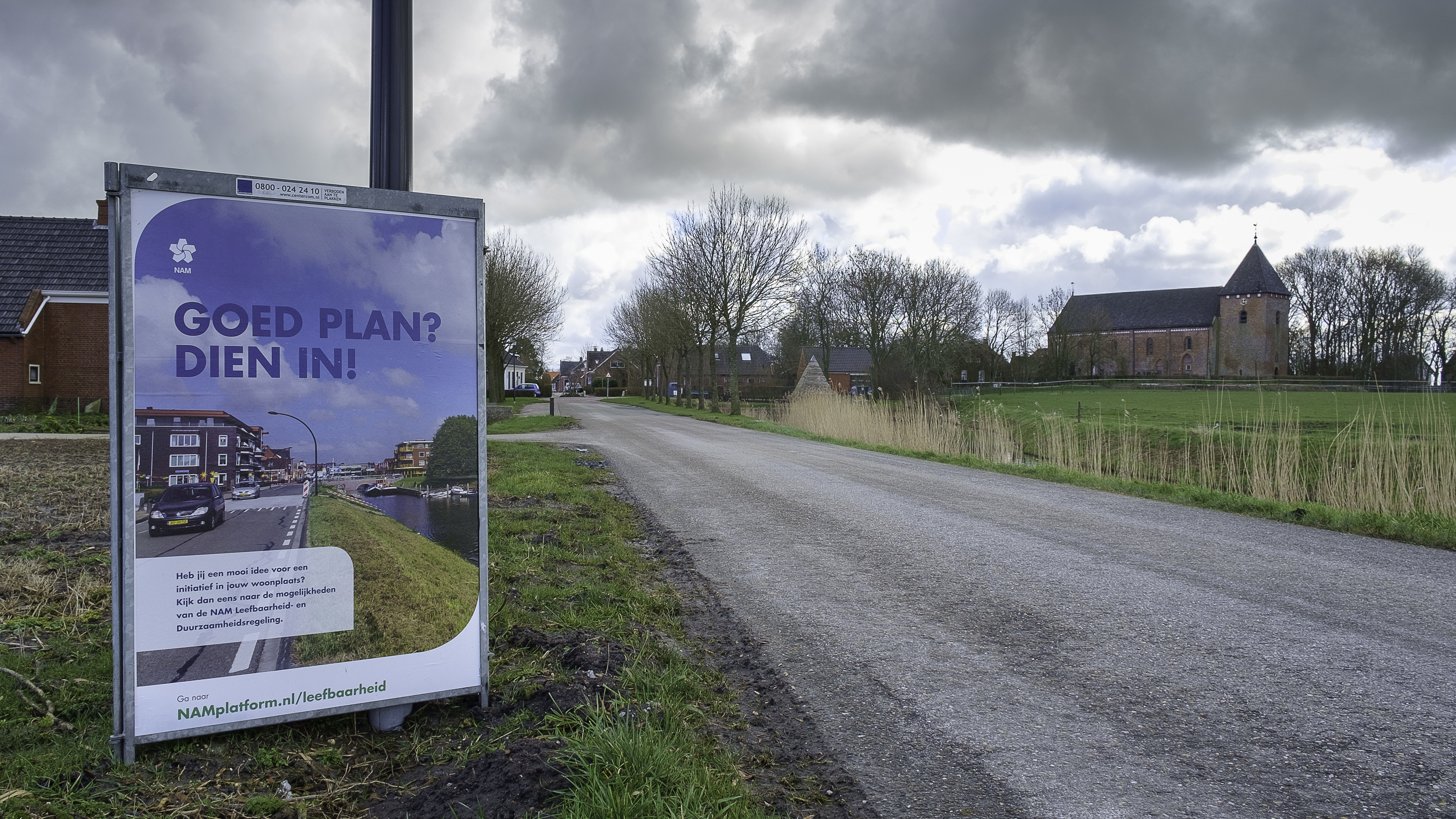
Ingang naar Huizinge met links een bord van de NAM met betrekking tot leefbaarheidsplannen voor door aardbevingen getroffen dorpen en rechts de Janskerk die ook beschadigd raakte bij de aardbeving
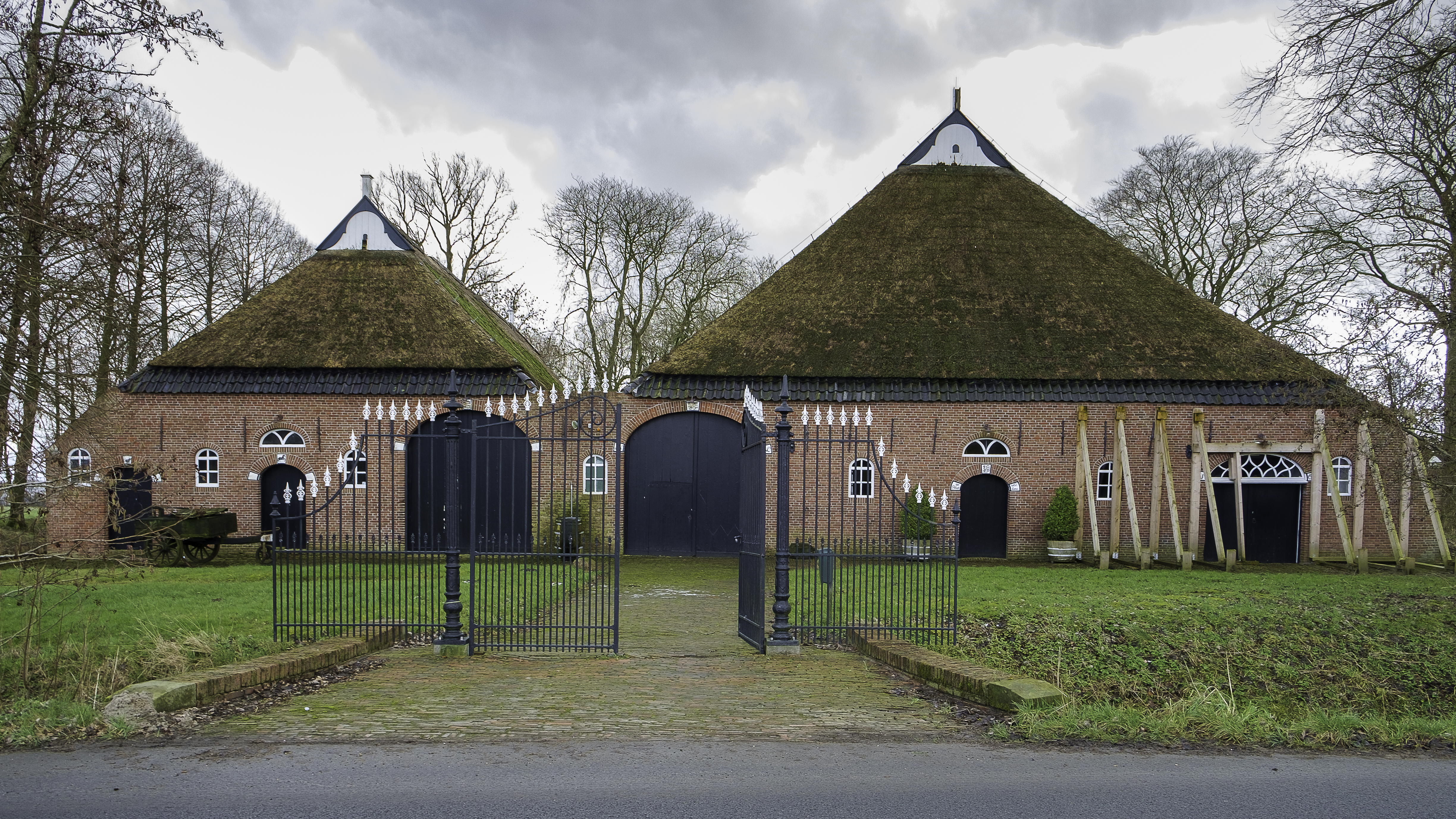
Boerderij Melkema bij Huizinge. De voormuren worden ondersteund door stutten tegen instortingsgevaar als gevolg van aardgaswinning. De NAM kocht het pand van de eigenaar en deed het gebouw vervolgens over aan de stichting Het Groninger Landschap.
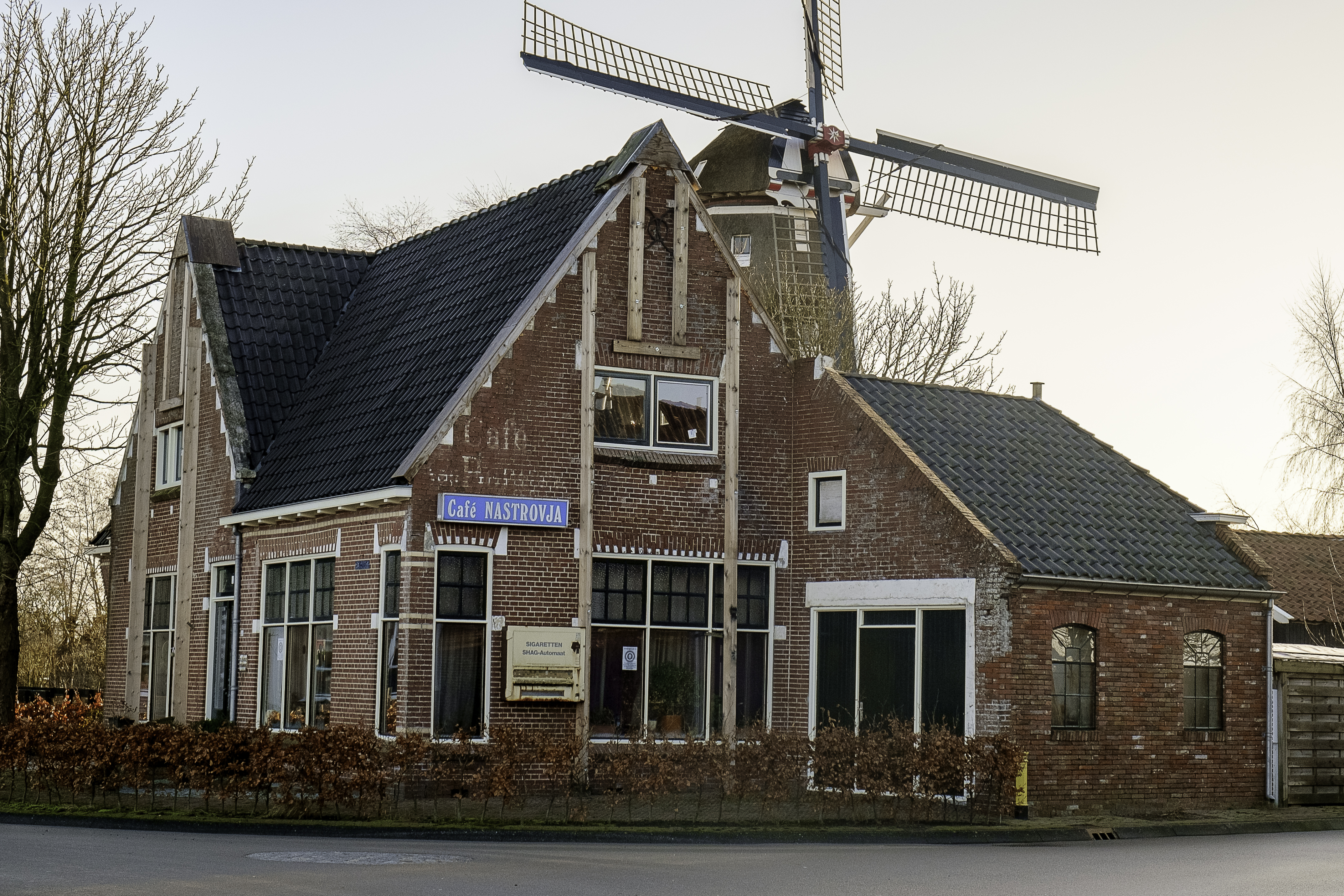
Café Nastrovje, dat in 2003 na een brand haar deuren sloot als laatste café van Zeerijp. Het gebouw is versterkt met balken in verband met scheuren als gevolg van de aardbevingen in het gebied.
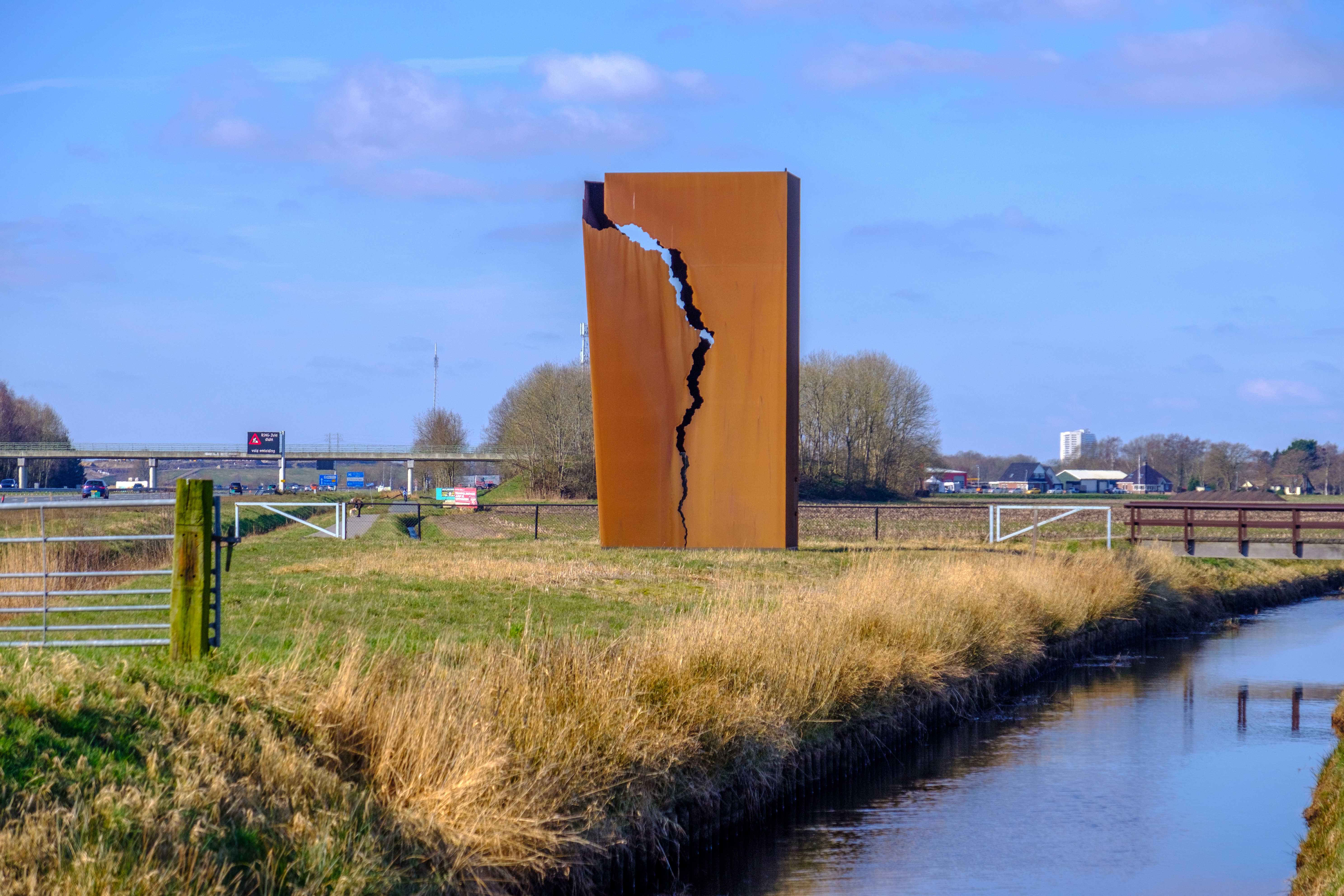
Het Andere Monument van Karel Buskes uit 2019 langs de A7 nabij Westerbroek en Harkstede symboliseert een gebroken baksteen als gevolg van de gaswinning en dient als tegenhanger van de Gasmolecule bij Hoogezand iets verder naar het oosten. Het is opgericht ter nagedachtenis aan Meent van der Sluis, die in de jaren 1980 en 1990 voor het eerst kwam met een verband tussen de gaswinning en de aardbevingen, hetgeen destijds door NAM-directeur Frank Duut als 'absolute flauwekul' werd betiteld. Het gezicht van Van der Sluis is als contour in de scheur opgenomen. In het donker licht het monument van binnenuit op.
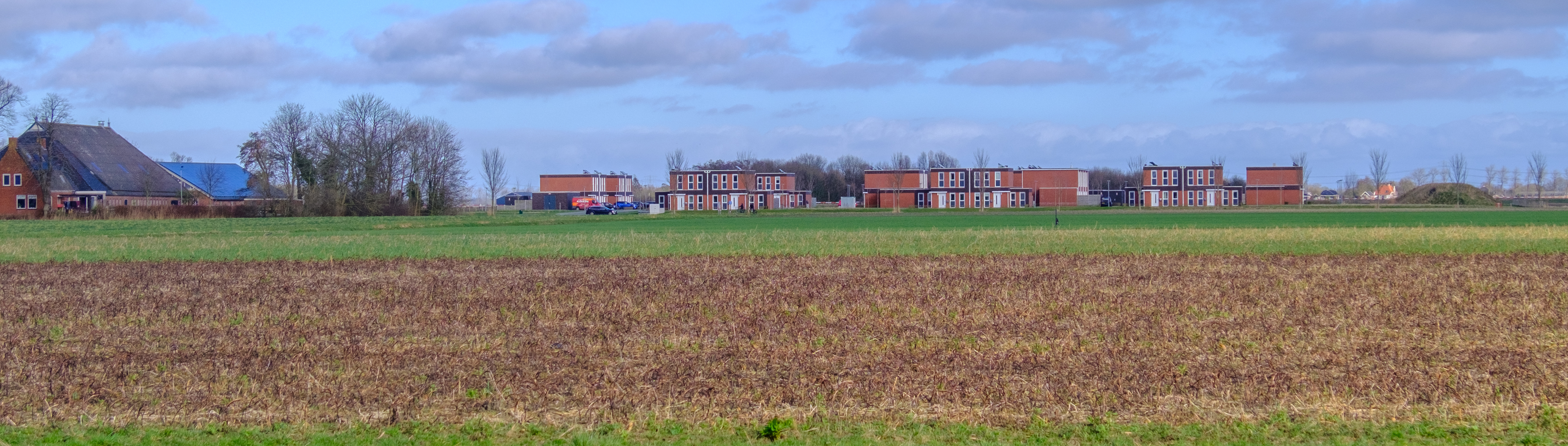
Tijdelijke woningen aan de Wirdumerweg in Loppersum in het kader van de versterkingsoperatie voor de aardbevingen in Groningen (2024)

### Cultureel erfgoed
Bij reguliere schadeafhandeling speelt het ministerie van Economische zaken een leidende rol, maar voor monumentaal erfgoed speelt ook het ministerie van Onderwijs, Cultuur en Wetenschap, met daaronder de Rijksdienst voor het Cultureel Erfgoed, een rol. Vanwege het achterliggende maatschappelijk belang van cultureel erfgoed hebben rijksmonumenten, gemeentelijke monumenten, beeldbepalende en karakteristieke panden in de provincie een aparte status bij onder andere de afhandeling van schade. Door de kwetsbaarheid van deze groep is het schadepatroon vaak ook anders en het herstel omvangrijker. Herstel en versteviging van monumenten staat echter op gespannen voet met het behoud van de monumentale waarden van het Groninger Erfgoed, voor zover herstel en versteviging nog mogelijk is. Hierdoor staat de ruimtelijke identiteit van Groningen onder druk.
In reactie op de aantasting van het culturele erfgoed zijn diverse plannen ontwikkeld en programma's opgezet, waarbij de eigenaren van het Groningse erfgoed zich verenigd hebben als de Vereniging Groninger Monument Eigenaren. Deze vereniging fungeert als de collectieve belangenbehartiger voor eigenaren van het erfgoed in de provincie Groningen en net daarbuiten. Aan de andere kant van het spectrum aan betrokken partijen zit het International Committee of the Blue Shield, het "culturele equivalent van het Rode Kruis", dat op internationaal niveau acteert en een van de non-gouvermentele organisaties bij de Verenigde Naties is. Blue Shield helpt onder andere bij de bescherming van de bedreigde eeuwenoude Groninger Kerken.

## Veiligheid
Tot 2013 zijn de veiligheidsrisico's voor de inwoners van het gebied op of rond het Groningenveld niet erkend bij de besluitvorming over de winning van het aardgas uit Groningen. Men richtte zich bij de gaswinning op een maximale opbrengst, het optimaal gebruik maken van de Nederlandse bodemschatten en continuïteit in de gasvoorziening, waarbij het schaderisico erkend werd maar het veiligheidsrisico niet. De Onderzoeksraad voor Veiligheid publiceerde begin 2015 dan ook een rapport onder de titel ‘Aardbevingsrisico’s in Groningen’.
Hieruit blijkt dat het ook bij de toezichthouder Staatstoezicht op de Mijnen tot de beving bij Huizinge ontbrak aan een actief kritische houding.

## Indirecte gevolgen van de bevingen en bodemdaling
Er heerst sinds 2012 toenemende onvrede onder de bevolking van Noordoost-Groningen over de houding van de NAM met betrekking tot het vergoeden van aardbevingsschade. Er werden fakkeltochten gehouden in de stad Groningen om de aandacht te vragen voor de aardbevingsproblematiek. De optocht van 19 januari 2018 trok naar schatting 12.000 deelnemers.

### Waardedaling van huizen
Uit onderzoek van de Rijksuniversiteit Groningen (2018) blijkt dat woningen in het Groningse aardbevingsgebied tot 2015 gemiddeld 9,3% in waarde zijn gedaald: 3% in 2009, 5,2% in 2012 en 9,3% in 2014. De verschillen tussen gemeenten zijn groot: Loppersum kent een gemiddelde waardedaling van 22,23%, Veendam 5,01% en Leek 1,99%. Hierbij geldt dat hoe meer fysieke schades er in een gemeente gerapporteerd worden, des te groter de waardedaling is. In plaatsen met minder schademeldingen blijkt de woning ook makkelijker te verkopen. Uit het onderzoek blijkt ook dat het gebied waarin waardedaling plaatsvindt veel groter is dan wat het gebied waar men rekening mee hield in beleidsstudies en het door overheid vastgestelde aardbevingsgebied: de stad Groningen en enkele gemeenten in Drenthe kampen ook met waardedaling.

### Gezondheidsklachten en doden door stress
Uit onderzoek van Gronings Perspectief (een samenwerking tussen de Rijksuniversiteit Groningen, GGD Groningen en Onderzoek en Statistiek van de Gemeente Groningen) blijkt dat met name mensen met meervoudige schade aan hun woning, stressgerelateerde gezondheidsklachten vertonen en psychisch ongezonder zijn. Uit de Gezondheidsmonitor van de GGD (2016) blijkt dat er een significante verhoging van is van het huisartsbezoek onder mensen met meervoudige schade en onder mensen die recent een beving hebben meegemaakt. Ook is er een significante verhoging van het bezoek aan GGZ, vrijgevestigd psycholoog of psychiater, maar kleiner dan die van het bezoek aan de huisarts. Uit het onderzoek blijkt dat het percentage mensen met een slechtere ervaren gezondheid 21% is verhoogd, het percentage met veel gezondheidsklachten zelfs met 80% is verhoogd en het percentage met een hoog risico op een angst- of depressiestoornis is 39% verhoogd.
Onderzoekers van de Rijksuniversiteit hebben in 2018 in de Tweede Kamer verklaard dat de gezondheidsklachten dermate ernstig zijn dat minimaal 5 doden per jaar te verwachten zijn. De onderzoekers stellen dat niet de aardbevingen en het directe gevaar voor mensenlevens zijn de belangrijkste oorzaak van de ramp in Groningen, maar dat het de inadequate reactie op veel schade en veel onrust is die heeft geleid tot de huidige maatschappelijke onrust.

## Reacties
Nationale Ombudsman Reinier van Zutphen zei in oktober 2021 dat de gevolgen van de gaswinning in Groningen moesten worden beschouwd als een nationale crisis. Hij bepleitte dat er speciaal voor de gaswinningsproblematiek een eigen minister of staatssecretaris zou worden aangesteld. In het kabinet-Rutte IV, dat aantrad per 10 januari 2022, werd staatssecretaris Hans Vijlbrief verantwoordelijk voor dit dossier.

## Rechtszaken
Inmiddels (oktober 2019) zijn er meerdere rechtszaken aanhangig met betrekking tot door bewoners en bedrijven in het gebied geleden schade, onder meer ook met betrekking tot de waardedaling van gebouwen en over immateriële schade.
De Stichting Waardevermindering door Aardbevingen Groningen (WAG) diende een schadeclaim van 122 miljoen euro in bij de NAM. De betreffende eis tot schadeloosstelling vloeit voort uit de rechtszaak die WAG namens 5000 gedupeerden voerde tegen de NAM bij de rechtbank in Assen in 2015 en staat los van de door het ministerie van Economische Zaken toegezegde compensatie voor waardedaling in het aardbevingsgebied, waarvoor alle betrokken huishoudens in aanmerking zouden komen.

## Oplossen van de problemen
Het Staatstoezicht op de Mijnen (SodM) krijgt binnen 48 uur na een beving met magnitude > 2,5, als vastgelegd in het Meet- en regelprotocol Aardbevingen, een rapport van de NAM met voorgestelde maatregelen. Zo bracht de NAM op 10 januari 2018 naar voren: Reductie van de gasproductie met 10% vermindert het aantal jaarlijkse bevingen (magnitude >1,5) in het Slochterenveld met 2 à 3, maar de bevingen zullen niet minder krachtig worden. Dit is in tegenspraak met de resultaten van de laatste 12 jaar registratie van bevingen, zoals hierboven uiteengezet. Een vermindering met 10% komt begin 2018 neer, als het eerdere advies om naar 21,6 miljard m³ per jaar te gaan wordt meegerekend, op een productie van 19,4 miljard m³ per jaar. Er kunnen echter bevingen blijven ontstaan, zelfs als de gaswinning volledig wordt gestaakt, tot een of enkele jaren na stoppen van de gaswinning.
Op 1 februari 2018 richtte minister Wiebes van Economische Zaken en Klimaat een brief aan de Tweede Kamer, met daarin voorstellen, zoals gegeven door het SodM en GTS (Gasunie Transport Services). Belangrijke voorstellen waren het reduceren van de gasproductie tot 12 miljard m³ per jaar en de onmiddellijke sluiting van het Loppersumcluster: Ten Post, Overschild, De Paauwen, ’t Zandt en Leermens.
Op 29 maart 2018 besloot de Nederlandse regering, dat uiterlijk in 2030 een einde moet komen aan de aardgaswinning in Groningen. Aanvankelijk werd er zelfs nog een achterdeur ingebouwd voor gasschaarste in de winter.
Op 5 maart 2019 werd bekendgemaakt dat de Tweede Kamer een parlementaire enquête naar de gaswinning in Groningen en de problematiek daaromomtrent zou gaan houden. De motie van GroenLinks en de PvdA om dit zwaarste middel dat het parlement ter beschikking heeft, werd met unanieme steun van de Tweede Kamer aanvaard. Op 11 februari 2021 begon de parlementaire enquête naar aardgaswinning Groningen. De verhoren vonden plaats in juni 2022.
Op 19 april 2024 werd de wet ondertekend waarmee de gaskraan definitief en onvoorwaardelijk gesloten werd. Demissionair staatssecretaris Vijlbrief gaf een ingelijste kopie van de pas getekende wet aan Trijni van der Sluis, weduwe van Meent van der Sluis, die als eerste waarschuwde voor de gevaren van gaswinning. In de hele provincie gingen de vlaggen uit.

## 1 oktober 2024
De overheid heeft na 60 jaar de gaskraan dichtgedraaid en focust zich nu op groene stroom en brandstof.